# 额尔古伦
额尔古伦，清朝新疆锡伯族将领，察布查尔人。
额尔古伦初任锡伯营总管。道光六年（1826年），张格尔入侵喀什噶尔（今喀什），额尔古伦奉命率锡伯、索伦官兵八百人，随领队大臣祥云保等领兵前去追击，在浑巴什河战役中，大败敌军，杀库尔班素皮。又会合杨芳等在喀尔铁盖山擒获张格尔，以功授领队大臣。道光十年（1830年），张格尔兄长玉素普和卓率浩罕兵入犯。他与协领奇成额领兵二千，经冰岭前去抗击。在叶尔羌（今莎车）西路哈拉布札什头台，会乌鲁木齐援军共同破敌，解除了叶尔羌、喀什噶尔之围。次年，任喀什噶尔领队大臣。